# 德克費萊特山
71°58′S 13°25′E / 71.967°S 13.417°E
德克費萊特山（英語：Dekefjellet Mountain）是南極洲的山峰，位於東部南極洲的毛德皇后地，屬於魏普雷希特山脈的一部分，處於斯卡弗爾里門嶺以西3公里，該山峰由德國的探險隊發現。